# Melbourne Rectangular Stadium
L'Estadi Rectangular de Melbourne (Melbourne Rectangular Stadium en anglès), conegut amb el nom comercial AAMI Park, és un estadi multiusos situat a la ciutat de Melbourne, Austràlia. Va ser construït pel govern de l'estat de Victòria per albergar els principals partits de rugbi i futbol a la ciutat.
Allí juguen els equips de futbol Melbourne Victory i Melbourne City FC de l'A-League des de 2010, el Melbourne Storm de la National Rugby League des de 2010, i els Melbourne Rebels del Super Rugby des de 2011.
Per la seva banda, la selecció d'Austràlia de rugbi 13 ha jugat allí partits oficials. Els Lleons Britànic-irlandesos de rugbi 15 es van enfrontar als Rebels el 2013.
El gener de 2015 va albergar set partits de la Copa Asiàtica de futbol i el diumenge 17 de maig el partit de la Gran Final de l'A-League 2014/15 entre el Melbourne Victory FC i el Sydney FC.
A més, s'hi han realitzat concerts musicals de Foo Fighters i Bruce Springsteen el 2011.

## Galeria d'imatges

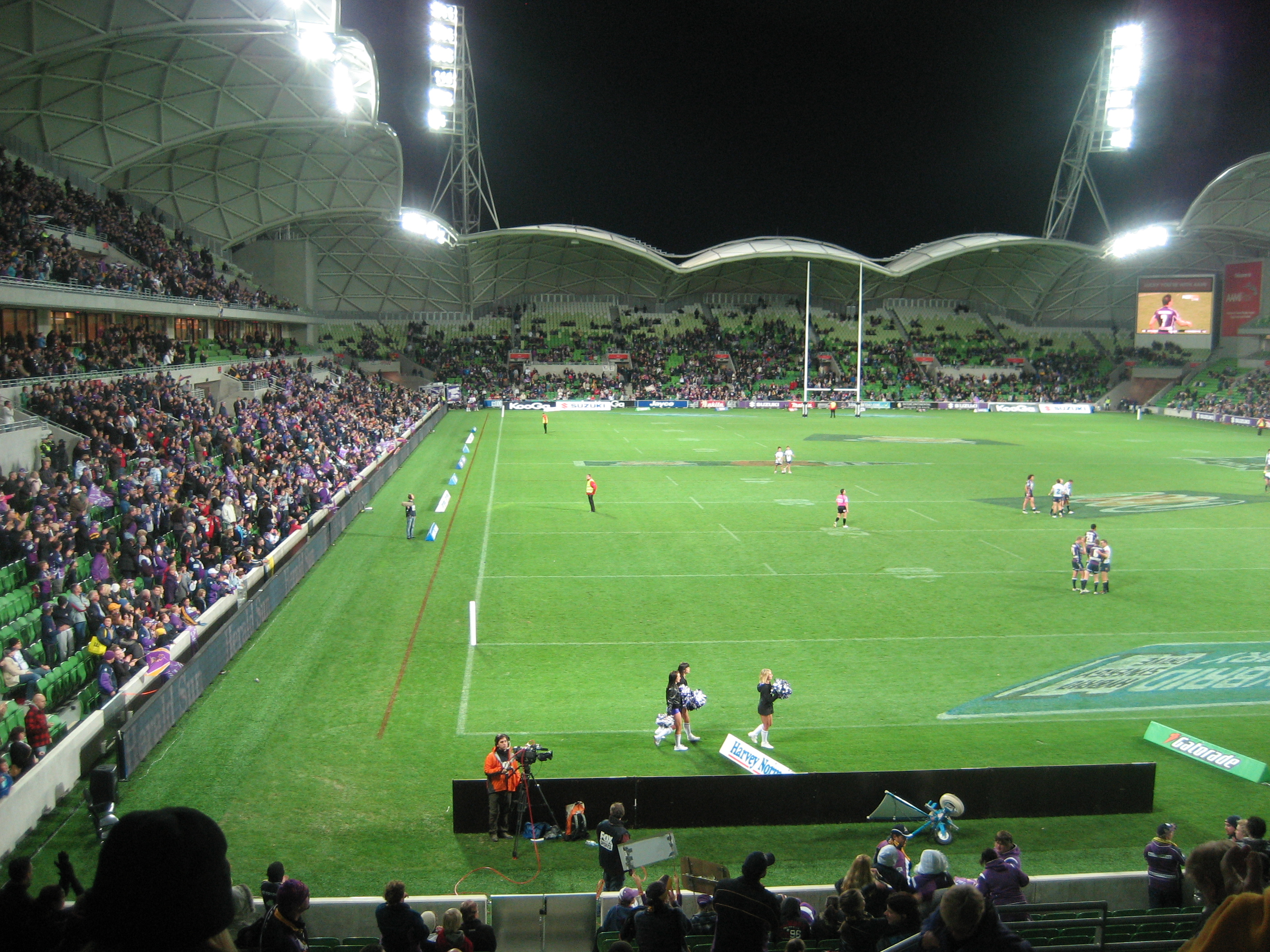
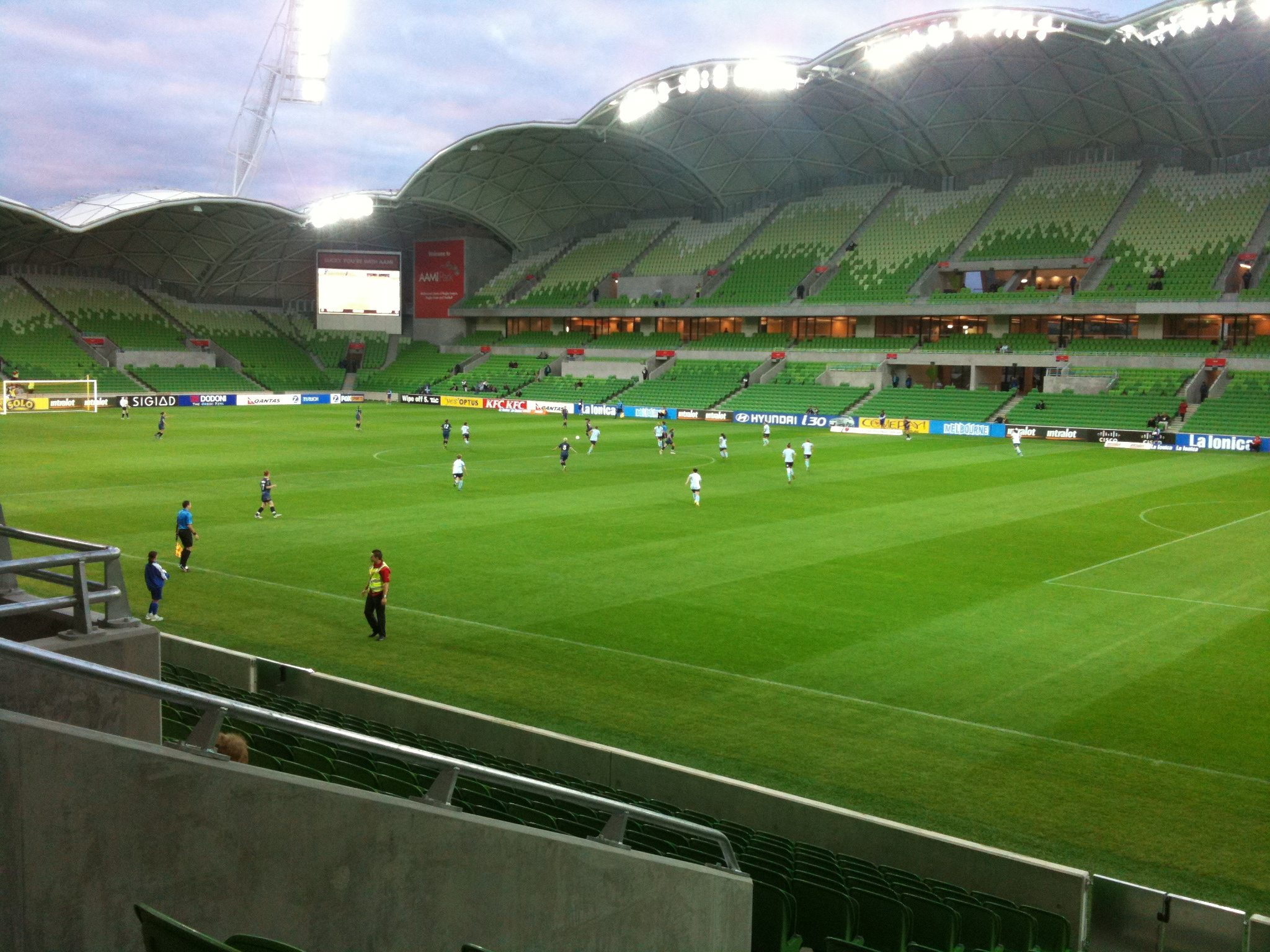
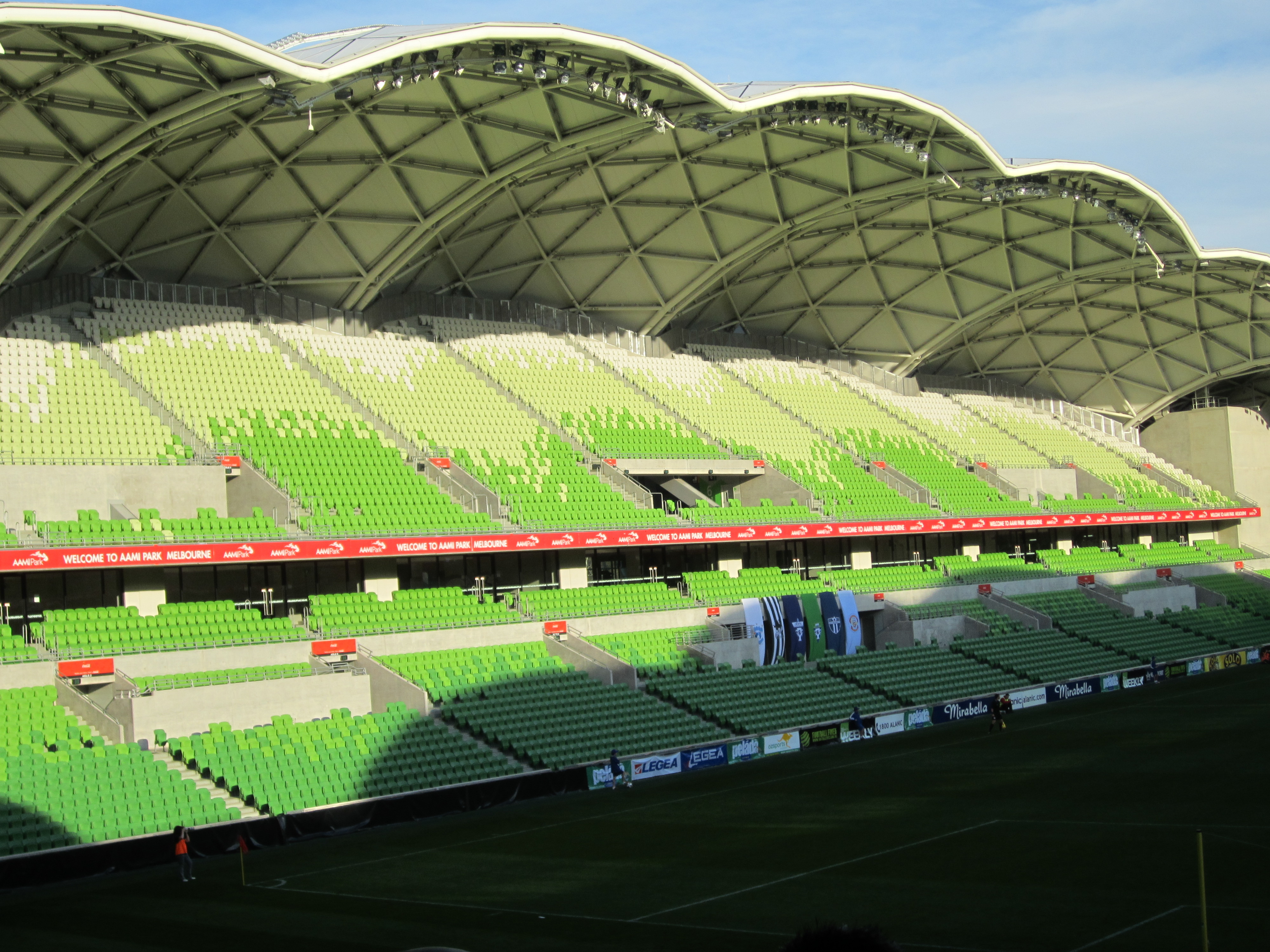
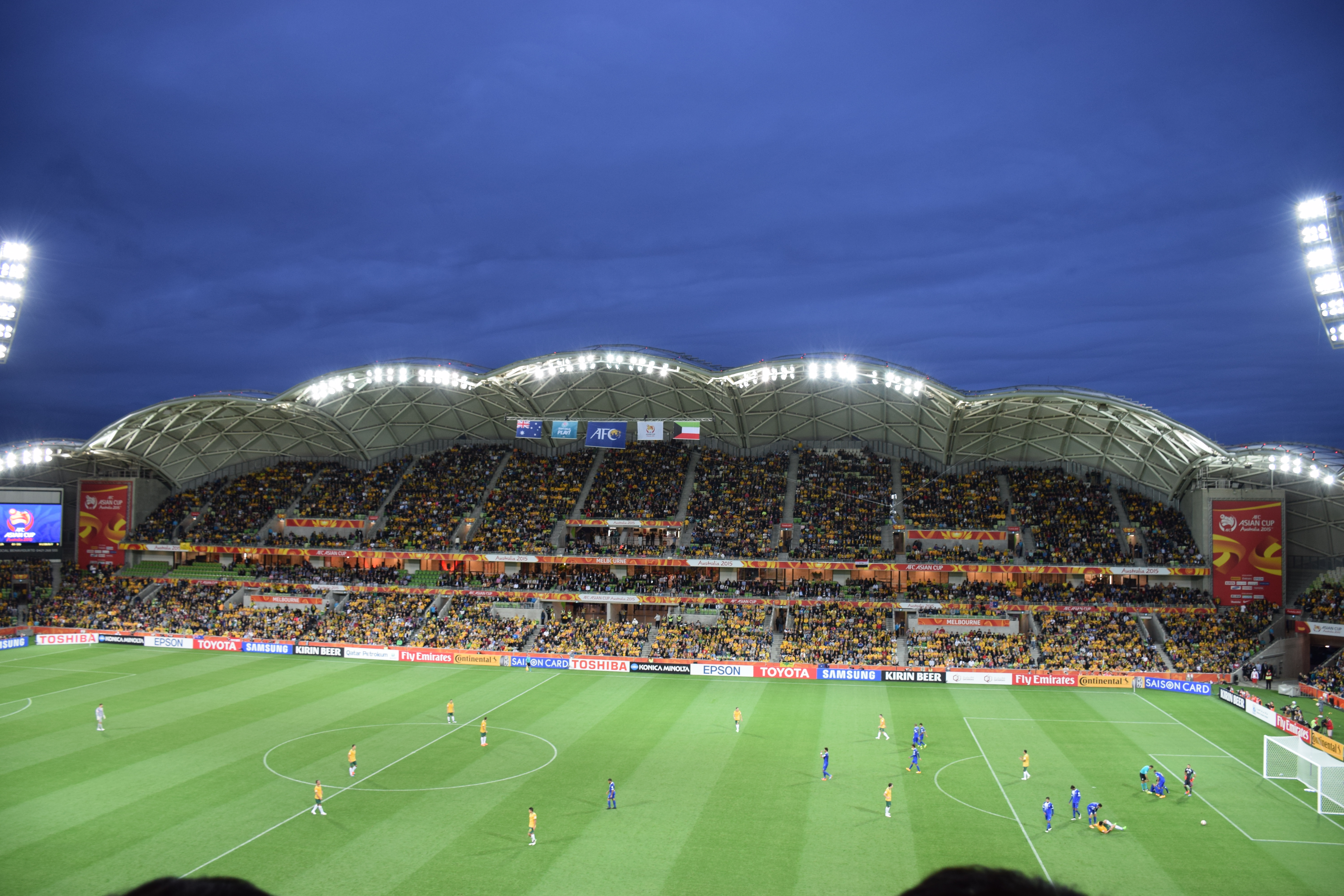

## Copa Asiàtica 2015
Set partits de la Copa Asiàtica de futbol 2015 van tenir lloc en aquest estadi: 
| Data                | Equip 1        | Resultat | Equip 2        | Fase            | Assistència |
| ------------------- | -------------- | -------- | -------------- | --------------- | ----------- |
| 9 de gener de 2015  | Austràlia      | 4–1      | Kuwait         | Fase de grup    | 25.231      |
| 11 de gener de 2015 | Iran           | 2–0      | Bahrain        | Fase de grup    | 17.712      |
| 14 de gener de 2015 | Corea del Nord | 1–4      | Aràbia Saudita | Fase de grup    | 12.349      |
| 16 de gener de 2015 | Palestina      | 1–5      | Jordània       | Fase de grup    | 10.808      |
| 18 de gener de 2015 | Uzbekistan     | 3–1      | Aràbia Saudita | Fase de grup    | 10.871      |
| 20 de gener de 2015 | Japó           | 2–0      | Jordània       | Fase de grup    | 25.016      |
| 22 de gener de 2015 | Corea del Sud  | 2–0      | Uzbekistan     | Quarts de final | 23.381      |